# Kallista
Kallista är en del av en befolkad plats i Australien. Den ligger i kommunen Yarra Ranges och delstaten Victoria, omkring 36 kilometer öster om delstatshuvudstaden Melbourne.
Runt Kallista är det ganska glesbefolkat, med 40 invånare per kvadratkilometer.. Närmaste större samhälle är Berwick, omkring 17 kilometer söder om Kallista.
I omgivningarna runt Kallista växer i huvudsak städsegrön lövskog. Genomsnittlig årsnederbörd är 1 244 millimeter. Den regnigaste månaden är juli, med i genomsnitt 140 mm nederbörd, och den torraste är januari, med 49 mm nederbörd.